# USS Selfridge (DD-357)
DD 357 Selfridge (Корабль Соединённых Штатов Сэлфридж) — американский эсминец типа Porter. Назван в честь контр-адмирала Томаса О. Сэлфриджа (1804—1902) и его сына, Томаса О. Сэлфриджа-мл. (1836—1924).
Заложен на верфи New York Shipbuilding 18 декабря 1933 года. Спущен 18 апреля 1936 года, вступил в строй 25 ноября 1936 года.
Выведен в резерв 15 октября 1945 года. Из состава ВМС США исключён 1 ноября 1945 года.
Продан 20 декабря 1946 года фирме «George N. Nutman, Inc.» в Бруклине и в октябре 1947 года разобран на слом.